# Földi Tivadar
Földi Tivadar (1932 – 2006) villamosmérnök, fizikus, feltaláló, űrkutató, a Budapesti Műszaki Egyetem és az Eötvös Loránd Tudományegyetem oktatója volt. Mintegy 40 találmánya ismert, melyek közül több világszabadalom is volt.

## Munkássága
A Műegyetem elvégzése után hosszú ideig Simonyi Károly mellett volt tanársegéd a BME-n. A 80-as évek közepén ment át az Eötvös Loránd Tudományegyetemre, ahol az Általános Technika Tanszéken dolgozott nyugdíjba vonulásáig.
Kutató munkájának a középpontjában a villamosságtan, a fizika és az anyagtudományok álltak. Ismertebb találmányai a nagy erősségű reflektor, az elektrosztatikus elven működő porgyűjtő, valamint a Hunveyor űrszonda modell. Ez utóbbi a planetáris felszínek kutatásánál is fölhasználást nyert.
A Hunveyorra is tervezett porgyűjtőt Földi Tivadar 1999-től a holdi légkör modellezésénél is fölhasználta. 2001-ben írt több közleményében (társszerzőkkel) mutatott be egy olyan modellt, amely értelmezi a holdi lebegő porfelhő kialakulását elektrosztatikus elven. Ezt a modellt használta föl azután a holdi víz jelenlétének előrejelzésére. Mivel a földi mágneses tér uszálya minden telihold idején végig söpör a Holdon, az ionizált formában benne jelen lévő hidroxil molekulák egy kicsiny mértékű, de havonta ismétlődő utánpótlást adnak a holdi vízkészlethez. Ez a molekuláris mennyiség évmilliók alatt egy egyensúlyi eloszlást hozott létre a Holdon. A talaj porszemcséihez kapcsolódó vízmolekulák időlegesen elszakadva a felszín közeli szemcséktől, a nap sugárnyomásának hatására a pólusvidékig vándorolnak az évmilliók során és ott fölhalmozódhattak. A holdi por és a holdi víz jelenségkörének elektrosztatikus összekapcsolásával Földi Tivadar fontos irányt jelölt ki a kutatásban. Ma ezt az irányvonalat követi például a NASA egyik programja is, melynek fő műszeregyüttese a LADEE űrszonda lesz.

## Külső hivatkozások
- A holdi por kigyűjtése a holdbázison
- Hunveyorra tervezett kísérletek
- Marsi baktériumok begyűjtése a marsi porral együtt a FOELDIX-1 eszköz segítségével – űrszonda műszer tervezet
- Elektrosztatikus kavitációs mechanizmus a meteoritok és föltételezhetően a Columbia csempék kopására a kozmikus térben
- Ionkavitáció
- Lebegő ionfelhő a holdi felszín fölött